# Folhadela
Folhadela es una freguesia portuguesa situada en el municipio de Vila Real. Según el censo de 2021, tiene una población de 2163 habitantes.
Es una de las freguesias periurbanas de Vila Real. Incluye en su territorio los siguientes lugares: Barreiros, Bustelo, Folhadela (sede), Pala, Paúlos, Penelas (aldea compartida con la freguesia vecina de Nogueira e Ermida), Portela, Sabroso y Vila Nova.

## Historia
Documentada desde al menos 1180, con el nombre entonces de Vila Nova de Panóias, la freguesia se integró en 1293 en el término municipal de Vila Real, establecido cuatro años antes, y en el siglo XVIII mudó su sede de Vila Nova a Folhadela, con el consiguiente cambio de nombre.
La freguesia perteneció originalmente a la Corona, hasta el reinado de Fernando I, que otorgó en 1374 el señorío de Vila Real a su esposa, Leonor Téllez de Meneses (por permuta con el concedido inicialmente de Vila Viçosa). Desde entonces, la freguesia, como la mayor parte del municipio, pasó a poder de la familia Meneses (primero condes y luego marqueses de Vila Real), hasta que, como el resto de posesiones de la familia, volvió en 1641 a poder de la Corona, cuando el marqués y su heredero fueron ejecutados bajo la acusación de conspirar contra el rey Juan IV. En 1651 pasó a formar parte del inmenso patrimonio de la recién creada Casa do Infantado (propiedades asignadas al segundo hijo del rey de Portugal), hasta la extinción en 1834 de esta institución, con las reformas del liberalismo.

## Patrimonio
En el territorio de la freguesia se conservan doce (los numerados del 56 al 67) de los 335 hitos o mojones de granito que, por iniciativa del Marqués de Pombal, hizo colocar la Companhia Geral das Vinhas do Alto Douro para delimitar la demarcación del área vitivinícola del vino de Oporto.